# Двадесет и шести разузнавателен авиополк
Двадесет и шести разузнавателен авиополк (26 РАП) е бивше военно съединение на Военновъздушните сили на българската армия.

## История
Създаден е със строго секретно писмо № 1-А-3014/30.03.1951 г. на началника на Генералния щаб на българската армия Иван Бъчваров. Полкът е официално създаден на 1 април 1951 г. като двадесет и шести отделен разузнавателен авиополк на базата на пети авиационен бомбардировъчен авиополк. Между май и септември 1951 г. е базиран на летище Крумово, а от 2 октомври се премества на летище Горна Оряховица. Там остава до 23 септември 1955 г. Бойното си знаме полка получава на 26 август 1953 г. От 23 септември 1955 г. е преместен на летище Толбухин (Добрич), като там се пребазира състава, но без авиационната техника. Полкът получава самолети Ту-2 и Ил-28 от разформированата няколко месеца по-рано трета бомбардировъчна дивизия, която е била дислоцирана на летище Балчик. По-късно към полка са включени самолети МиГ-15, МиГ-17 и МиГ-21.
От 1982 г. полка се въоръжава със самолети МиГ-25, като е сформирано звено от четири самолета. От 1984 г. летците от полка се приучват да управляват самолет Су-22М4. На базата на полка от 1 септември 1994 г. е формирана двадесет и шеста авиобаза.

## Командири
Званията са към датата на заемане на длъжността:
- Генерал-майор Йордан Йорданов Стефанов – 1951 година.
- Майор Йордан Върбанов Песаров – 1952 – 1955 година.
- Полковник Щерю Щерев – от 1955 до 1958 година.
- Полковник Георги Иванов Стоев – от 1958 до 1959 година.
- Полковник Серафим Митев Колчев – от 1959 до 1966 година.
- Полковник Дельо Иванов Колев – от 1966 до 1968 година.
- Полковник Христо Иванов Костадинов – от 1968 до 1971 година.
- Полковник Тодор Маринов Плачков – от 1971 до 1974 година.
- Полковник Христо Димитров Костов – от 1974 до 1978 година.
- Полковник Влаю Христов Генов – от 1978 до 1981 година.
- Полковник Димитър Петров Фотев – от 1981 до 1985 година.
- Генерал-майор Иван Парапунов – от 1985 до 1987 година.
- Полковник Марин Стоянов Христов – от 1987 до 1990 година.
- Подполковник Руси Вълчев Русев – от 1990 до 1993 година.
- Полковник Иван Георгиев Пейчев – от 1993 до 1994 година.